# Chloe Price
Chloe Elizabeth Price es un personaje ficticio de la serie de videojuegos Life Is Strange, publicada por Square Enix. Creada por la desarrolladora francesa Dontnod Entertainment, aparece por primera vez en el videojuego de 2015 Life Is Strange y su precuela Life Is Strange: Before the Storm como protagonista principal. Está interpretada por Ashly Burch y Rhianna DeVries.

## Desarrollo
En Before the Storm, Rhianna DeVries, que inicialmente realizó la captura de movimiento de Chloe, puso voz al personaje, mientras que la actriz de voz original Ashly Burch actuó como asesora de guion. Se empleó instrumentación para representar las diferentes facetas del personaje principal: piano para el aislamiento, guitarra eléctrica para la rebeldía y voces en capas para la amistad. La compositora Daughter tomó como inspiración el guion y las ilustraciones conceptuales. Los guionistas investigaron memorias y psicología para comprender el proceso de duelo de Chloe.

## Presentaciones

### Life Is Strange
En la ciudad ficticia de Arcadia Bay, Max Caulfield se da cuenta de que tiene la capacidad de retroceder en el tiempo, y utiliza sus poderes para salvar a una joven de ser asesinada por su compañero Nathan Prescott en la Academia Blackwell. Max se entera más tarde de que la mujer a la que salvó era su amiga de la infancia Chloe, y las dos se reencuentran y pasan el día juntas, antes de ir a dar un paseo cerca de un faro local. Más tarde, Max se entera de que Rachel Amber, amiga de Chloe, ha estado desaparecida durante varios meses. Max revela a Chloe su capacidad para viajar en el tiempo y que ha tenido visiones de un tornado catastrófico que destruye la ciudad.
Al día siguiente, las dos se reúnen en la cafetería donde trabaja Joyce, la madre de Chloe, y deciden experimentar con el poder de Max en el escondite secreto de Chloe en el desguace. Sin embargo, la tensión provocada por el uso de sus poderes hace que Max sangre por la nariz y se desmaye. Chloe la atrapa y espera a que despierte en el desguace. Al despertar, Frank Bowers, traficante de drogas y amigo de Rachel, aparece y empieza a causar problemas. Chloe lleva a Max de vuelta a Blackwell después de que Frank se marche.
Max acepta ayudar a Chloe a averiguar qué le ha pasado a Rachel. Esa noche irrumpen en el despacho del director para investigar y entran en la piscina del colegio para darse un baño antes de burlar la seguridad de Blackwell y huir de vuelta a casa de Chloe. A la mañana siguiente, se cuelan en la autocaravana de Frank y se enteran de que Rachel tenía una relación con Frank y le mintió a Chloe al respecto, lo que provoca que Chloe se marche furiosa sintiéndose traicionada. Max regresa a su dormitorio y examina una foto de la infancia de ella y Chloe, pero de repente se ve transportada al día en que se tomó la foto. Max evita que William, el padre de Chloe, muera en un accidente de tráfico, lo que crea inadvertidamente una realidad alternativa en la que William está vivo pero Chloe ha quedado paralizada del cuello para abajo.
Max utiliza la foto para deshacer su decisión y volver al presente, restaurando la salud de Chloe. Continuando con su investigación, Max y Chloe obtienen pistas que les llevan a un granero abandonado propiedad de la rica e influyente familia de Nathan. Descubren un búnker oculto que contiene fotos de Rachel y Kate, la compañera de clase de Max, atadas e intoxicadas, con Rachel enterrada en el escondite secreto de Chloe. Se apresuran a volver al desguace y encuentran la tumba de Rachel, para desesperación de Chloe. Max sigue a Chloe a una fiesta escolar para enfrentarse a Nathan, creyendo que su próximo objetivo será su compañera de estudios Victoria Chase. Reciben un mensaje de Nathan amenazando con destruir las pruebas, y se apresuran a volver al desguace.
De repente, Mark Jefferson, el profesor de Max, les tiende una emboscada, anestesia a Max y mata a Chloe de un disparo en la cabeza. Max es secuestrada y mantenida cautiva en el «Cuarto Oscuro» del búnker, donde Jefferson ha estado drogando y fotografiando a chicas jóvenes para capturar su inocencia. Jefferson también revela que tomó a Nathan como alumno personal, pero lo mató antes de secuestrar a Max debido a que le dio una sobredosis a Rachel cuando intentaba imitar el trabajo de Jefferson. Max escapa dentro de una fotografía y emerge varios días atrás en el tiempo, reseteando la línea temporal. Alerta a David, consiguiendo que Jefferson (y Nathan) sean arrestados.
Max tiene la oportunidad de ir a San Francisco y exponer una de sus fotos en una galería de arte. Llama a Chloe desde el evento y descubre que la tormenta ha llegado a Arcadia Bay. Max viaja al tiempo en el que tomó la foto de la galería, lo que la lleva a varias realidades alternativas. Finalmente reunidas, Max y Chloe regresan al faro y se enfrentan a su creencia de que Max provocó la tormenta al salvar a Chloe de ser disparada por Nathan a principios de semana. La única forma de evitarlo es que Max regrese a ese momento a través de una foto que tomó y permita que Chloe sea asesinada por Nathan. Max debe tomar una decisión: sacrificar la vida de Chloe para salvar Arcadia Bay o sacrificar Arcadia Bay para salvar a Chloe.
Chloe reaparece en la versión remasterizada de Life is Strange como parte de Life is Strange Remastered Collection (2022).

### Life Is Strange: Before the Storm
Tres años antes de los acontecimientos de Life is Strange, Chloe Price, de dieciséis años, se cuela en un concierto en un antiguo molino. Surge un conflicto con dos hombres en el interior, pero ella escapa con la ayuda de su compañera de colegio Rachel Amber. Al día siguiente, Chloe y Rachel se reúnen en la Academia Blackwell y deciden faltar a clase,  subirse a un tren que pasa antes de bajarse en un mirador. Miran a través de un visor y ven a un hombre y una mujer besándose en el parque, lo que molesta a Rachel. Dan un paseo hasta un desguace local. Chloe le pregunta a Rachel por su cambio de humor, pero ella se niega a responder. Más tarde, cuando Chloe se encuentra con Rachel, ésta le explica que el hombre que vieron las dos era su padre, James, fiscal del distrito, y que la mujer a la que besaba no era su madre. Rachel quema una foto de ella y su padre, provocando sin querer un incendio forestal.
Al día siguiente, Chloe y Rachel son reprendidas por el director Wells por faltar a clase. Chloe se esconde en el desguace, donde encuentra un viejo camión que necesita reparación. Entonces recibe una llamada del traficante de drogas local Frank Bowers, que concierta una reunión para discutir el pago de su deuda con él. Chloe acepta pagarle ayudándole a robar dinero a su compañero de clase Drew, que le debe a Frank una gran suma. Sin embargo, Chloe se entera de que Drew está siendo violentamente extorsionado por otro traficante de drogas, Damon Merrick, y debe decidir si paga al traficante con el dinero robado para proteger a Drew o se lo queda. Más tarde, cuando una alumna no puede participar en la producción teatral de la escuela de La Tempestad debido a los cierres de carreteras causados por el incendio forestal, Chloe acepta a regañadientes el papel frente a Rachel. Después de la obra, deciden abandonar Arcadia Bay con el camión del desguace y volver a casa de Rachel para hacer las maletas. Tras un enfrentamiento allí, James revela que la mujer con la que le vieron besarse era la madre biológica de Rachel.
Rachel se entera de que su madre biológica, Sera, es drogadicta y que el día en que su padre la besó, rechazó la petición de Sera de reunirse con Rachel. Chloe jura encontrar a Sera. Chloe se pone en contacto con Frank, que acepta reunirse con ella en el desguace. Allí repara el camión antes de que llegue Rachel. Frank y Damon les tienden una emboscada y apuñalan a Rachel al darse cuenta de que es la hija del fiscal del distrito. Tras sobrevivir a la herida, Rachel se recupera en el hospital. Chloe continúa la búsqueda investigando la oficina de James en busca de pistas sobre Sera. Chloe se entera de que James es un corrupto y ha estado en contacto con Damon, entonces descubre que Damon ha secuestrado a Sera. Ella corre a la ubicación de Damon y Sera, y se entera de que James quería que matara a Sera. Frank aparece y se enfrenta a Damon, presumiblemente matándolo. Sera se salva y le ruega a Chloe que nunca le cuente a Rachel las acciones de James, ya que no quiere que la relación con su padre se resienta. De vuelta en el hospital, Chloe se enfrenta a una decisión: tomar cartas en el asunto contándoselo todo a Rachel o protegerla de la verdad.
Chloe reaparece en la versión remasterizada de Life is Strange: Before the Storm como parte de la colección Life is Strange Remastered (2022).

#### "Farewell"
En el episodio extra de Life Is Strange: Before The Storm, "Farewell", Max Caulfield, de 13 años, se esfuerza por darle la noticia a Chloe de que su familia se muda a Seattle dentro de tres días. Ambos encuentran una grabación de ellos mismos cuando tenían 8 años en la que hablan de un «tesoro enterrado», una cápsula del tiempo que habían fabricado cinco años antes. Después de encontrar un «mapa del tesoro» y un «amuleto» en el ático, Max y Chloe descubren el lugar donde se encuentra el tesoro, sólo para descubrir que el padre de Chloe, William, había puesto su cápsula del tiempo en un barril, junto con una grabación de su voz, para su custodia. Max puede elegir entre contarle la verdad a Chloe u ocultarla; independientemente de su decisión, sus planes para el resto del día se ven truncados cuando la madre de Chloe, Joyce, regresa a casa con la noticia de la muerte de William. Max asiste al funeral de William días después y se marcha a Seattle con sus padres inmediatamente después, dejando a Chloe sumida en el dolor.

### Life Is Strange 2
David menciona a Chloe mientras habla con Sean Diaz, el protagonista del juego. Si fue sacrificada en el primer juego, David explica cómo su hijastra fue asesinada por Nathan, lo que provocó que Joyce y él rompieran hace tiempo. Si en cambio se sacrificó a Arcadia Bay, Chloe (que dejó la ciudad con Max) acabó retomando el contacto con David y dejó a un lado sus diferencias, como se alude cuando Chloe finalmente lo reconoció como su padrastro en lugar de una variación despectiva del mismo. También se la ve en dos fotografías guardadas en la caravana de David; la foto de él, Joyce y ella delante de su casa, y otra con ella y Max algún tiempo después de 2013. Después de su conversación con Sean, David recibe una llamada de Chloe y la atiende en la intimidad de su caravana. Al parecer, ella y Max viven o visitan Nueva York y tuvieron una mala experiencia con un local, ya que David le recuerda que «los neoyorquinos son gilipollas». David también se refiere a ella como «cariño», y se deduce que ella y Max le habían visitado hace algún tiempo.

### Wavelengths
En el capítulo extra de Life Is Strange: True Colors, «Wavelengths», es mencionada por Steph Gingrich, la protagonista de la historia, que recordará conversaciones relacionadas con ella. Si el jugador elige salvar a Chloe en la primera partida, mientras Steph y Mikey están jugando a un juego de mesa, Steph recordará sus conversaciones con Chloe, Rachel Amber, Drew North y Mikey durante sus días en Arcadia Bay jugando a juegos de mesa. Posteriormente, Steph comenta que siempre estuvo celosa de la relación entre Chloe y Rachel. Cuando le pregunta si alguna vez habló con Chloe, Steph responde que está «fuera del radar» como ella y que estaba deambulando con su otro «bicho raro» (que en realidad es Max). Si el jugador elige salvar Arcadia Bay, Steph recordará el arresto de Mark Jefferson, las sirenas de la policía y el descubrimiento del cuerpo de Rachel. Mientras juega a la mesa con Mikey, Steph mencionará la relación de Rachel y Chloe, lo celosa que está de ellas y luego dirá que las dos no se merecen lo que les pasó. Mikey también comparte sus pensamientos sobre ambas.

### Life Is Strange: Double Exposure
Max menciona a Chloe a lo largo del juego, ya sea reflexionando sobre su muerte si fuera sacrificada en Life is Strange o sobre su separación si se hubiera salvado. Max también conserva una foto de Chloe de la época en la que estuvieron juntos, que considera preciosa y guarda en su cartera, y otros personajes se refieren a Chloe como la «chica del pelo azul». Max escucha la voz de Chloe durante momentos concretos de reflexión en los que compara los traumáticos sucesos de Arcadia Bay con la situación de Max en la Universidad de Caledon. En caso de que Arcadia Bay hubiera sido sacrificada, Max y Chloe viajaron juntos por el país durante varios años, permaneciendo como mejores amigos o convirtiéndose en una pareja romántica. Finalmente se separaron, ya que Chloe había superado su época en Arcadia Bay y quería seguir viajando, mientras que Max no podía olvidar el pasado y quería sentar la cabeza. Parte de su historia juntos se muestra a través de las entradas del diario y los mensajes de texto de Max, y Chloe publica periódicamente en las redes sociales del juego «Crosstalk», pero sigue distanciada de Max. Al final del juego, Max planea dejar de huir de sus problemas y desea reconciliarse con Chloe.

### Life is Strange (Comics)
Chloe Price es uno de los personajes principales de la serie de cómics Life is Strange, publicada por Titan Comics. El cómic es una secuela del videojuego, que tiene lugar después del final «Sacrifice Arcadia Bay» del juego original. Concebido originalmente como una serie limitada de cuatro números, el cómic se ha convertido en una serie continua que explora la relación entre Chloe y Max.

## Recepción

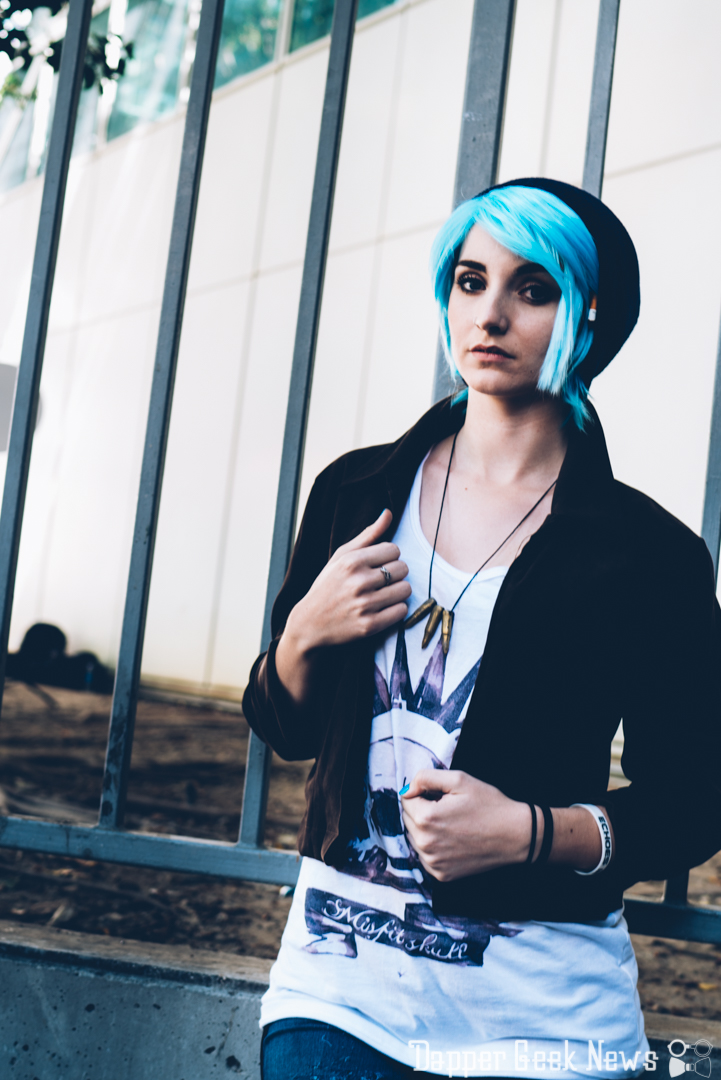
Un cosplayer que reproduce la apariencia de Chloe del Life is Strange original.

El personaje de Chloe Price fue en general bien recibido por la crítica de videojuegos. Algunos críticos de videojuegos afirmaron que el episodio final de Life Is Strange, Polarized, tenía una «conclusión adecuada» para la historia de la mayoría de edad de Chloe Price y que la relación entre los dos protagonistas se llevó a cabo con éxito. Peter Paras, de Game Revolution, elogió el desarrollo de los personajes, en especial el de Chloe Price, de la que dijo que «realmente se convierte en un personaje completamente formado» Jeremy Peeples, de Hardcore Gamer, consideró que el comportamiento de Chloe era «entrañable» y afirmó que su personalidad estaba representada con múltiples capas. A pesar de rechazar a Chloe al principio por ser «la misma tediosamente combativa», Metro pensó que la relación entre Rachel y Chloe era «el aspecto menos convincente» del episodio, Wallace pensó que sus «momentos tiernos» eran las mejores partes, y Makedonski dijo que «sus luchas, escapismo mutuo y sacrificios» proporcionaron más que suficiente inversión. Ozzie Mejia de Shacknews se deleitó con el «crecimiento genuino» de Chloe en contraste con su «espíritu ardiente». «Me alegra ver un juego construido en torno a una joven llena de vida que puede hacer funcionar un vehículo de desguace, actuar como sustituta de emergencia de Ariel en “La tempestad” y resolver un misterio, todo ello mientras crece», afirmó The Washington Post, alabando al personaje. El escritor de Destructoid Brett Makedonski dijo que la caracterización del personaje se había hecho «con gran efecto». Juba, de Metro, por su parte, se sintió irritado por los comentarios despectivos de Wallace sobre la amistad "forzada" de Chloe y Rachel.
Chloe fue clasificada como uno de los mejores personajes de videojuegos de la década de 2010 por el personal de Polygon junto a Max Caulfield; el escritor Colin Campbell elogió su relación, en particular sus diferencias y cómo "sacan lo mejor la una de la otra". TheGamer incluyó a Chloe Price en sus «Personajes icónicos de videojuegos», afirmando que «hay muchos personajes en la franquicia Life Is Strange que son memorables, pero el más icónico de ellos es sin duda Chloe Price», mientras que Rachel Weber de GamesRadar clasificó a Chloe en el puesto 41 de sus «50 personajes icónicos de videojuegos».
Burch fue nominada al premio BAFTA a la mejor interpretación en un videojuego por su papel de Chloe.

## Lectura adicional
- Angela M. Vanden Elzen; Adam L. Vanden Elzen. (2019). Life Lessons with Atreus and Chloe: Mature Video Games as Opportunity Spaces for Family Conversations 8 (2). Lawrence University. Consultado el 3 de septiembre de 2021.
- «Dontnod Talks Leaving Behind Chloe and Max for Life is Strange 2» (en inglés estadounidense). PlayStation LifeStyle. 12 de septiembre de 2015. Consultado el 11 de diciembre de 2021.
- «Life Is Strange: Before The Storm tackles depression» (en en-UK). BBC News. 5 de septiembre de 2017. Consultado el 3 de julio de 2023.